# Laurence Olivier Award for Best Actress in a Supporting Role

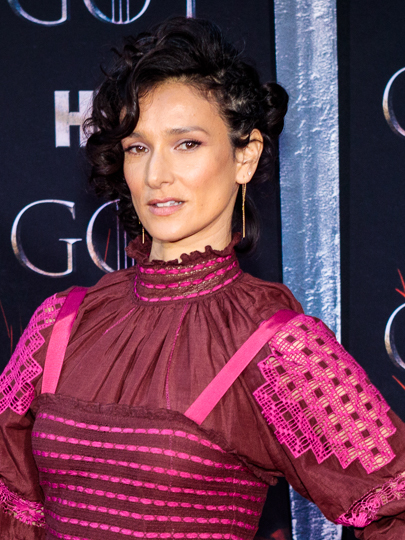
Indira Varma (2019), Gewinnerin der Auszeichnung 2020 als Liz Essendine in Present Laughter

Der Laurence Olivier Award for Best Actress in a Supporting Role (deutsch: Laurence Olivier Auszeichnung für die beste Nebendarstellerin) ist ein britischer Theater- und Musicalpreis, der erstmals 1977 vergeben wurde.

## Geschichte und Hintergrund
Die Laurence Olivier Awards werden seit 1976 jährlich in zahlreichen Kategorien von der Society of London Theatre vergeben. Sie gelten als höchste Auszeichnung im britischen Theater und sind vergleichbar mit den Tony Awards am amerikanischen Broadway. Ausgezeichnet werden herausragende Darsteller und Produktionen einer Theatersaison, die im Londoner West End zu sehen waren. Die Nominierten und Gewinner der Laurence Olivier Awards „werden jedes Jahr von einer Gruppe angesehener Theaterfachleute, Theaterkoryphäen und Mitgliedern des Publikums ausgewählt, die wegen ihrer Leidenschaft für das Londoner Theater“ bekannt sind. Eine der Preiskategorien ist der Laurence Olivier Award for Best Actress in a Supporting Role, der erstmals 1977 vergeben wurde. In den folgenden Jahren wurde oft auch für Darsteller und Darstellerinnen gemeinsam der Laurence Olivier Award for Best Performance in a Supporting Role ausgezeichnet.

## Gewinner und Nominierte
Die Übersicht der Gewinner und Nominierten listet pro Jahr die nominierten Darstellerinnen und ihre Rollen in den Theaterstücken. Die Gewinnerin eines Jahres ist grau unterlegt und fett angezeigt.

### 1977–1979
| Jahr               | Darstellerin               | Theaterstück  | Rolle |
| ------------------ | -------------------------- | ------------- | ----- |
| 1977               |                            |               |       |
| Mona Washbourne    | Stevie                     | Aunt          |       |
| Constance Chapman  | Just Between Ourselves     | Marjorie      |       |
| Anna Manahan       | The Plough and the Stars   | Bessie        |       |
| Elizabeth Spriggs  | Volpone                    | Lady Would-Be |       |
| 1978               |                            |               |       |
| Elizabeth Spriggs  | Love Letters on Blue Paper | Sonia Marsden |       |
| Brenda Bruce       | The Lady’s Not for Burning | Alizon Eliot  |       |
| Susan Fleetwood    | The Woman                  | Ismene        |       |
| Patricia Hayes     | Filumena                   | Rosalia       |       |
| 1979               |                            |               |       |
| Doreen Mantle      | Death of a Salesman        | Linda         |       |
| Carmen du Sautoy   | Once in a Lifetime         | Miss Leighton |       |
| Alison Fiske       | For Services Rendered      | Evie          |       |
| Patricia Routledge | And a Nightingale Sang     | Peggy Stott   |       |

### 1980–1984
| Jahr               | Darstellerin                    | Theaterstück                                 | Rolle           |
| 1980               |                                 |                                              |                 |
| ------------------ | ------------------------------- | -------------------------------------------- | --------------- |
| 1980               | Suzanne Bertish                 | The Life and Adventures of Nicholas Nickleby | Fanny Squeers   |
| 1980               | Lynn Dearth                     | The Greeks                                   | Electra         |
| 1980               | Prunella Scales                 | Make and Break                               | Mrs. Rogers     |
| 1980               | Susan Tracy                     | Three Sisters                                | Natalya Ivanova |
| 1981               |                                 |                                              |                 |
| Gwen Watford       | Present Laughter                | Monica Reed                                  |                 |
| Brenda Bruce       | Romeo and Juliet                | Krankenschwester                             |                 |
| Sinéad Cusack      | As You Like It                  | Celia                                        |                 |
| Gwen Taylor        | Hamlet                          | Gertrude                                     |                 |
| 1982               |                                 |                                              |                 |
| Anna Massey        | The Importance of Being Earnest | Miss Prism                                   |                 |
| Nicola Blackman    | Destry Rides Again              | Clara                                        |                 |
| Sheila Hancock     | The Winter’s Tale               | Paulina                                      |                 |
| Carole Hayman      | Top Girls                       | Dull Gret                                    |                 |
| 1983               |                                 |                                              |                 |
| Abigail McKern     | As You Like It                  | Celia                                        |                 |
| Kate Buffery       | Daisy Pulls It Off              | Clare Beaumont                               |                 |
| Sylvia Coleridge   | Clay                            | Em                                           |                 |
| Barbara Leigh-Hunt | Pack of Lies                    | Helen Kroger                                 |                 |
| 1984               |                                 |                                              |                 |
| Marcia Warren      | Stepping Out                    | Vera                                         |                 |
| Clare Higgins      | A Streetcar Named Desire        | Stella Kowalski                              |                 |
| Sophie MgCina      | Poppie Nongena                  | Poppie’s Mutter                              |                 |
| Zoë Wanamaker      | The Time of Your Life           | Kitty Duval                                  |                 |

### 1991–1997
| Jahr               | Darstellerin                      | Theaterstück        | Rolle             |
| 1991               |                                   |                     |                   |
| ------------------ | --------------------------------- | ------------------- | ----------------- |
| 1991               | Sara Crowe                        | Private Lives       | Sybil             |
| 1991               | Maria Miles                       | The Wild Duck       | Hedvig            |
| 1991               | Anita Reeves                      | Dancing at Lughnasa | Maggie            |
| 1991               | Zoë Wanamaker                     | The Crucible        | Elizabeth Proctor |
| 1992               |                                   |                     |                   |
| Frances de la Tour | When She Danced                   | Miss Belzer         |                   |
| Eileen Atkins      | The Night of the Iguana           | Hannah              |                   |
| Clare Higgins      | Napoli Milionaria                 | Amalia Jovine       |                   |
| Lesley Sharp       | Uncle Vanya                       | Sonya               |                   |
| 1993               |                                   |                     |                   |
| Barbara Leigh-Hunt | An Inspector Calls                | Sybil Birling       |                   |
| Annette Badland    | The Rise and Fall of Little Voice | Sadie               |                   |
| Elizabeth Bradley  | Billy Liar                        | Florence Boothroyd  |                   |
| Rosemary Harris    | Lost in Yonkers                   | Grandma Kurnitz     |                   |
| 1994               |                                   |                     |                   |
| Helen Burns        | The Last Yankee                   | Karen Frick         |                   |
| Rosemary Leach     | Separate Tables                   | Mrs Railton-Bell    |                   |
| Sandy McDade       | The Life of Stuff                 | Janice              |                   |
| Sophie Thompson    | Wildest Dreams                    | Marcie Banks        |                   |
| 1995               |                                   |                     |                   |
| Dora Bryan         | The Birthday Party                | Meg                 |                   |
| Samantha Bond      | Le Cid                            | Infanta             |                   |
| Bríd Brennan       | Rutherford and Son                | Janet               |                   |
| Kathryn Hunter     | Pericles, Prince of Tyre          | Master of Play      |                   |
| 1997               |                                   |                     |                   |
| Deborah Findlay    | Stanley                           | Hilda               |                   |
| Frances Barber     | Uncle Vanya                       | Sonya               |                   |
| Anna Chancellor    | Stanley                           | Patricia            |                   |
| Clare Holman       | Who’s Afraid of Virginia Woolf?   | Honey               |                   |

### 2000–2002
| Jahr                | Darstellerin         | Theaterstück       | Rolle         |
| 2000                |                      |                    |               |
| ------------------- | -------------------- | ------------------ | ------------- |
| 2000                | Patricia Hodge       | Money              | Lady Franklin |
| 2000                | Anne-Marie Duff      | Collected Stories  | Lisa          |
| 2000                | Estelle Kohler       | The Winter’s Tale  | Paulina       |
| 2000                | Kika Markham         | A Song at Twilight | Hilde         |
| 2001                |                      |                    |               |
| Pauline Flanagan    | Dolly West’s Kitchen | Rima West          |               |
| Gillian Barge       | Passion Play         | Agnes              |               |
| Catherine McCormack | All My Sons          | Ann                |               |
| Marcia Warren       | In Flame             | Annie / Gramma     |               |
| 2002                |                      |                    |               |
| Marcia Warren       | Humble Boy           | Mercy Lott         |               |
| Bríd Brennan        | The Little Foxes     | Birdie             |               |
| Emma Fielding       | Private Lives        | Sibyl              |               |
| Lyndsey Marshal     | Boston Marriage      | Catherine          |               |

### 2010–2019
| Jahr | Darstellerin                                                           | Theaterstück                                                           | Rolle                                                                  |
| 2010 |                                                                        |                                                                        |                                                                        |
| --- | ---------------------------------------------------------------------- | ---------------------------------------------------------------------- | ---------------------------------------------------------------------- |
| 2010 | Ruth Wilson                                                            | A Streetcar Named Desire                                               | Stella Kowalski                                                        |
| 2010 | Hayley Atwell                                                          | A View from the Bridge                                                 | Catherine Carbone                                                      |
| 2010 | Michelle Dockery                                                       | Burnt by the Sun                                                       | Maroussia                                                              |
| 2010 | Alexandra Gilbreath                                                    | Twelfth Night                                                          | Olivia                                                                 |
| 2010 | Keira Knightley                                                        | The Misanthrope                                                        | Jennifer / Célimène                                                    |
| 2010 | Rachael Stirling                                                       | The Priory                                                             | Rebecca                                                                |
| 2011 |                                                                        |                                                                        |                                                                        |
| Michelle Terry | Tribes                                                                 | Sylvia                                                                 |                                                                        |
| Sarah Goldberg | Clybourne Park                                                         | Betsy / Lindsey                                                        |                                                                        |
| Anastasia Hille | The Master Builder                                                     | Aline Solness                                                          |                                                                        |
| Gina McKee | King Lear                                                              | Goneril                                                                |                                                                        |
| Rachael Stirling | An Ideal Husband                                                       | Lady Chiltern                                                          |                                                                        |
| 2012 | Siehe Laurence Olivier Award for Best Performance in a Supporting Role | Siehe Laurence Olivier Award for Best Performance in a Supporting Role | Siehe Laurence Olivier Award for Best Performance in a Supporting Role |
| 2013 |                                                                        |                                                                        |                                                                        |
| Nicola Walker | The Curious Incident of the Dog in the Night-Time                      | Judy                                                                   |                                                                        |
| Janie Dee | NSFW                                                                   | Miranda                                                                |                                                                        |
| Anastasia Hille | The Effect                                                             | Dr. Lorna                                                              |                                                                        |
| Cush Jumbo | Julius Caesar                                                          | Mark Antony                                                            |                                                                        |
| Helen McCrory | The Last of the Haussmans                                              | Libby                                                                  |                                                                        |
| 2014 |                                                                        |                                                                        |                                                                        |
| Sharon D. Clarke | The Amen Corner                                                        | Odessa                                                                 |                                                                        |
| Sarah Greene | The Cripple of Inishmaan                                               | Slippy Helen                                                           |                                                                        |
| Katherine Kingsley | A Midsummer Night’s Dream                                              | Helena                                                                 |                                                                        |
| Cecilia Noble | The Amen Corner                                                        | Sister Moore                                                           |                                                                        |
| 2015 |                                                                        |                                                                        |                                                                        |
| Angela Lansbury | Blithe Spirit                                                          | Madame Arcati                                                          |                                                                        |
| Jamie Adler, Zoe Brough, Perdita Hibbins and Isabella Pappas                                                                                 | The Nether                                                             | Iris                                                                   |                                                                        |
| Phoebe Fox | A View from the Bridge                                                 | Catherine Carbone                                                      |                                                                        |
| Lydia Wilson | King Charles III                                                       | Catherine, Duchess of Cambridge                                        |                                                                        |
| 2016 |                                                                        |                                                                        |                                                                        |
| Judi Dench | The Winter’s Tale                                                      | Paulina                                                                |                                                                        |
| Michele Dotrice | Nell Gwynn                                                             | Nancy                                                                  |                                                                        |
| Melody Grove | Farinelli and the King                                                 | Isabella Farnese                                                       |                                                                        |
| Catherine Steadman | Oppenheimer                                                            | Jean Tatlock                                                           |                                                                        |
| 2017 |                                                                        |                                                                        |                                                                        |
| Noma Dumezweni | Harry Potter and the Cursed Child                                      | Hermione Granger                                                       |                                                                        |
| Melissa Allan, Caroline Deyga, Kirsty Findlay, Karen Fishwick, Kirsty MacLaren, Frances Mayli McCann, Joanne McGuinness and Dawn Sievewright | Our Ladies of Perpetual Succour                                        | verschiedene Rollen                                                    |                                                                        |
| Clare Foster | Travesties                                                             | Cecily Carruthers                                                      |                                                                        |
| Kate O’Flynn | The Glass Menagerie                                                    | Laura Wingfield                                                        |                                                                        |
| 2018 |                                                                        |                                                                        |                                                                        |
| Denise Gough | Angels in America                                                      | Harper Pitt                                                            |                                                                        |
| Bríd Brennan | The Ferryman                                                           | Aunt Maggie Far Away                                                   |                                                                        |
| Dearbhla Molloy | The Ferryman                                                           | Aunt Pat                                                               |                                                                        |
| Imogen Poots | Who’s Afraid of Virginia Woolf?                                        | Honey                                                                  |                                                                        |
| 2019 |                                                                        |                                                                        |                                                                        |
| Monica Dolan | All About Eve                                                          | Karen Richards                                                         |                                                                        |
| Susan Brown | Home, I’m Darling                                                      | Sylvia                                                                 |                                                                        |
| Cecilia Noble | Nine Night                                                             | Aunt Maggie                                                            |                                                                        |
| Vanessa Redgrave | The Inheritance                                                        | Margaret                                                               |                                                                        |

### Seit 2020
| Jahr               | Darstellerin                               | Theaterstück      | Rolle |
| ------------------ | ------------------------------------------ | ----------------- | ----- |
| 2020               |                                            |                   |       |
| Indira Varma       | Present Laughter                           | Liz Essendine     |       |
| Michele Austin     | Cyrano de Bergerac                         | Leila Ragueneau   |       |
| Sophie Thompson    | Present Laughter                           | Monica Reed       |       |
| Josie Walker       | The Ocean at the End of the Lane           | Old Mrs Hempstock |       |
| 2021/2022          |                                            |                   |       |
| Liz Carr           | The Normal Heart                           | Dr. Emma Brookner |       |
| Tori Burgess       | Pride and Prejudice* (*sort of)            | Lydia Bennet      |       |
| Christina Gordon   | Pride and Prejudice* (*sort of)            | Jane Bennet       |       |
| Akiya Henry        | The Tragedy of Macbeth                     | Lady Macduff      |       |
| 2023               |                                            |                   |       |
| Anjana Vasan       | A Streetcar Named Desire                   | Stella Kowalski   |       |
| Rose Ayling-Ellis  | As You Like It                             | Celia             |       |
| Pamela Nomvete     | To Kill a Mockingbird                      | Calpurnia         |       |
| Caroline Quentin   | Jack Absolute Flies Again                  | Mrs Malaprop      |       |
| Sharon Small       | Good                                       | Helen             |       |
| 2024               |                                            |                   |       |
| Haydn Gwynne       | When Winston Went to War with the Wireless | Stanley Baldwin   |       |
| Lorraine Ashbourne | Till the Stars Come Down                   | Aunty Carol       |       |
| Priyanga Burford   | An Enemy of the People                     | Aslaksen          |       |
| Gina McKee         | Dear England                               | Pippa Grange      |       |
| Tanya Reynolds     | A Mirror                                   | Mei               |       |